# Росьцишево (гмина)
Росьцишево (пол. Rościszewo) — сельская гмина (волость) в Польше, входит как административная единица в Серпецкий повет, Мазовецкое воеводство. Население — 4405 человек (на 2007 год).

## Демография
| Перепись                       | Всего   | Всего | Женщины | Женщины | Мужчины | Мужчины |
| ------------------------------ | ------- | ----- | ------- | ------- | ------- | ------- |
| Единицы                        | человек | %     | человек | %       | человек | %       |
| Население                      | 4282    | 100   | 2143    | 50      | 2139    | 50      |
| Плотность населения (чел./км²) | 37,2    | 37,2  | 18,6    | 18,6    | 18,6    | 18,6    |

## Сельские округа
1. Бабец-Пясечны
2. Бабец-Ржалы
3. Бабец-Венчанки
4. Борово
5. Коморово
6. Ковнатка
7. Куски
8. Липники
9. Лукоме
10. Лукоме-Колёнья
11. Нове-Росьцишево
12. Новы-Замость
13. Острув
14. Пянки
15. Полик
16. Пуща
17. Росьцишево
18. Румунки-Хвалы
19. Жешотары-Хвалы
20. Жешотары-Гортаты
21. Жешотары-Пщеле
22. Жешотары-Стара-Весь
23. Жешотары-Завады
24. Стопин
25. Снедзаново
26. Топёнца
27. Вжесня
28. Замость

## Соседние гмины
1. Гмина Бежунь
2. Гмина Лютоцин
3. Гмина Серпц
4. Серпц
5. Гмина Скрвильно
6. Гмина Щутово
7. Гмина Завидз